# Akiko Sekine
Pour les articles homonymes, voir Sekine.
Akiko Hirao née et plus connu sous le nom de Akiko Sekine (関根 明子, Sekine Akiko) née le 30 août 1975 à Kitakyushu au Japon est une triathlète professionnelle, double championne du Japon  (2001 et 2004) et victorieuse en 1999, 2002, 2004 et 2007 du championnat d'Asie.

## Palmarès
Le tableau présente les résultats les plus significatifs (podium) obtenus sur le circuit national et international de triathlon depuis 1999.
| Année | Compétition                      | Pays         | Position           | Temps           |
| ----- | -------------------------------- | ------------ | ------------------ | --------------- |
| 2007  | Championnat d'Asie               | Corée du Sud | Médaille d'or      | 2 h 4 min 20 s  |
| 2006  | Jeux asiatiques                  | Qatar        | Médaille de bronze | 2 h 4 min 48 s  |
| 2006  | Championnat d'Asie               | Chine        | Médaille de bronze | 2 h 2 min 44 s  |
| 2005  | Coupe d'Asie - étape de Tokyo    | Japon        | Médaille d'argent  | 2 h 0 min 32 s  |
| 2005  | Coupe du monde étape d'Ishigaki  | Japon        | Médaille de bronze | 2 h 1 min 31 s  |
| 2004  | Championnat d'Asie               | Philippines  | Médaille d'or      | 2 h 6 min 16 s  |
| 2004  | Championnat du Japon             | Japon        | Médaille d'or      | 2 h 0 min 57 s  |
| 2003  | Coupe d'Asie - étape de Wakayama | Japon        | Médaille d'argent  | 2 h 12 min 44 s |
| 2003  | Coupe du monde étape de Gamagori | Japon        | Médaille de bronze | 1 h 58 min 50 s |
| 2002  | Championnat d'Asie               | Chine        | Médaille d'or      | 2 h 7 min 44 s  |
| 2002  | Coupe d'Asie - étape de Wakayama | Japon        | Médaille d'argent  | 2 h 9 min 17 s  |
| 2002  | Coupe d'Asie - étape de Miyagi   | Japon        | Médaille d'argent  | 2 h 4 min 34 s  |
| 2001  | Championnat du Japon             | Japon        | Médaille d'or      | 2 h 3 min 21 s  |
| 1999  | Championnat d'Asie               | Corée du Sud | Médaille d'or      | 2 h 6 min 21 s  |